# 第八届全国人民代表大会
中华人民共和国第八屆全國人民代表大會（簡稱第八屆全国人大），任期由1993年3月至1998年3月，期間共召開過五次會議。

## 第一次会议
第八屆人大第一次會議於1993年3月15日至3月31日召開。出席會議代表共2977名。會議聽取了國務院總理李鵬所作的《政府工作报告》、副總理、国家计划委员会主任邹家华所作的国民经济和社会发展计划执行情况及計劃草案的报告，並聽取了最高人民法院院长任建新、最高人民检察院检察长刘复之作的法院和檢察院工作报告。

### 選舉結果
- 第八屆全國人民代表大會常務委員會委員長：喬石
- 第八屆全國人民代表大會常務委員會副委員長：田纪云、王汉斌、倪志福、陈慕华（女）、费孝通、孙起孟、雷洁琼（女）、李锡铭、王丙乾、 帕巴拉·格列朗杰（藏族）、王光英、程思远、卢嘉锡、布赫、铁木尔·达瓦买提（维吾尔族）、吴阶平、甘苦（壮族）、李沛瑶、秦基伟
- 第八屆全國人民代表大會常務委員會秘書長：曹志
- 第八屆全國人民代表大會常務委員會委員：125人
- 中華人民共和國主席：江澤民
- 中華人民共和國副主席：榮毅仁
- 中華人民共和國中央軍事委員會主席：江澤民
- 中华人民共和国最高人民法院院长：任建新
- 中华人民共和国最高人民检察院检察长：張思卿

### 任命决定
- 中華人民共和國國務院總理：李鵬
- 中華人民共和國國務院副總理：朱鎔基、鄒家華、錢其琛、李嵐清（後任命副總理：吳邦國、姜春雲）
- 中华人民共和国国务院国务委员：李铁映、迟浩田、宋健、李贵鲜、陈俊生、司马义·艾买提（维吾尔族）、彭佩云（女）、羅幹
- 中華人民共和國中央軍事委員會副主席：劉華清、張震，（後增選副主席：遲浩田、張萬年）
- 中華人民共和國中央軍事委員會委員：遲浩田、張萬年、于永波、傅全有（後增選委員：王克、王瑞林）

## 第二次会议
第八届全国人大第二次会议于1994年3月10日至22日召开，通过了《中华人民共和国预算法》（取代《国家预算管理条例》）。
会议主席团共163人，秘书长田纪云，常务主席乔石、田纪云、王汉斌、倪志福、陈慕华、费孝通、孙起孟、雷洁琼、秦基伟、李锡铭、王丙乾、帕巴拉·格列朗杰、王光英、程思远、卢嘉锡、布赫、铁木尔·达瓦买提、李沛瑶、吴阶平、曹志。

## 第三次会议
第八届全国人大第三次会议于1995年3月5日至18日召开。
会议主席团共164人，秘书长田纪云，常务主席乔石、田纪云、王汉斌、倪志福、陈慕华、费孝通、孙起孟、雷洁琼、秦基伟、李锡铭、王丙乾、帕巴拉·格列朗杰、王光英、程思远、卢嘉锡、布赫、铁木尔·达瓦买提、李沛瑶、吴阶平、曹志。
值得一提的是，本次会议是第一次于3月5日开幕的全国人大会议。1961年12月25日全国人大常委会曾决定第二届全国人民代表大会第三次会议于1962年3月5日在北京召开，但第二届全国人大常委会第50次会议决定将全会开幕日期推后，最终实际开幕日期推迟至1962年3月27日。自1998年后，尽管并无明文规定（只是在每年会议召开前由全国人大常委会决定），全国人大会议相对固定安排在每年的3月5日开幕（此后只有2020年5月第十三届全国人民代表大会第三次会议一次特例）。

## 第四次会议
第八届全国人大第四次会议于1996年3月5日至17日召开，其中3月10日休会一天。会议表决批准《中华人民共和国国民经济和社会发展“九五”计划和2010年远景目标纲要》，通过《中华人民共和国行政处罚法》（1996年10月1日起施行），并决定1997年1月1日施行对《中华人民共和国刑事诉讼法》自1979年制定以来的第一次修改。
会议主席团共160人，秘书长田纪云，常务主席乔石、田纪云、王汉斌、倪志福、陈慕华、费孝通、孙起孟、雷洁琼、李锡铭、王丙乾、王光英、程思远、卢嘉锡、布赫、铁木尔·达瓦买提、吴阶平、曹志。

## 第五次会议
第八届全国人大第五次会议于1997年3月1日至14日举行，其中3月9日休会一天。因邓小平在此次会议召开前逝世，全体参会人员在第一次全会的政府工作报告环节前为邓小平默哀。
会议主席团共157人，秘书长田纪云，常务主席乔石、田纪云、王汉斌、倪志福、陈慕华、费孝通、孙起孟、雷洁琼、李锡铭、王丙乾、帕巴拉·格列朗杰、王光英、程思远、卢嘉锡、布赫、铁木尔·达瓦买提、吴阶平、曹志。
1997年3月14日，第八届全国人民代表大会第五次会议修订《中华人民共和国刑法》，1997年3月14日公布，自1997年10月1日起施行。
| 审议设立重庆直辖市 | 审议设立重庆直辖市 | 审议设立重庆直辖市 | 审议设立重庆直辖市 | 审议设立重庆直辖市 |
| 议案               | 赞成票             | 反对票             | 弃权               | 未按表决器         |
| ------------------ | ------------------ | ------------------ | ------------------ | ------------------ |
| 设立重庆直辖市     | 2,403              | 148                | 133                | 36                 |